# Ginni Rometty
Virginia "Ginni" M. Rometty (sinh ngày 29 tháng 7 năm 1957) là Tổng giám đốc điều hành của công ty IBM, có hiệu lực từ ngày 1.1.2012. Như vậy bà là người phụ nữ đầu tiên trở thành người đứng đầu hãng IBM. Trước khi được bổ nhiệm làm Tổng giám đốc điều hành, bà giữ chức Phó chủ tịch cấp cao và điều hành Nhóm Bán hàng, Tiếp thị và Chiến lược ở IBM. Bà đã được chỉ định là một trong số "50 phụ nữ quyền lực nhất trong kinh doanh" của tạp chí Fortune trong 7 năm liên tiếp, xếp hạng #7 năm 2011.

## Tiểu sử
Rometty tốt nghiệp từ Trường Khoa học kỹ thuật và Khoa học ứng dụng Robert R. McVormick (Robert R. McCormick School of Engineering and Applied Science) tại Đại học Tây Bắc năm 1979, đậu bằng cử nhân khoa học máy tính và khoa học kỹ thuật điện với hạng danh dự cao.
Sau khi tốt nghiệp năm 1979, Rometty tới làm việc cho Đại học Kettering (ở Flint, Michigan, trước kia là "General Motors Institute"); năm 1981, bà vào làm systems engineer (chuyên viên thiết kế chế tạo hệ thống) trong hãng IBM tại cơ sở của hãng ở Detroit. Bà gia nhập Nhóm tư vấn của IBM năm 1991. Năm 2002, bà "tranh đấu mua hãng tư vấn kinh doanh lớn - PricewaterhouseCoopers Consulting - với giá 3,5 tỷ dollar Mỹ". Rometty trở thành phó chủ tịch cấp cao và điều hành Nhóm bán hàng, tiếp thị và chiến lược năm 2009. Rometty được cho là "đã dẫn đầu chiến lược phát triển của IBM bằng cách đưa công ty vào Điện toán đám mây và môn phân tích kinh doanh. Bà cũng đã lãnh đạo việc chuẩn bị Watson, trò chơi máy tính "Jeopardy !" cho sử dụng thương mại".
Ngày 25.10.2011, IBM loan báo rằng bà sẽ là Tổng giám đốc điều hành sắp tới của công ty, và Sam Palmisano sẽ từ chức nhưng vẫn giữ chức chủ tịch. Việc bổ nhiệm Rometty sẽ đánh dấu lần đầu tiên một phụ nữ làm Tổng giám đốc điều hành công ty IBM. Về việc thăng chức của bà, Palmisano nói rằng: "Ginni được thăng chức vì bà xứng đáng với chức đó... Điều này không liên quan gì tới các chính sách xã hội tiến bộ".
Rometty là ủy viên Ban quản trị trường alma mater Đại học Tây Bắc (Hoa Kỳ) cũng như ủy viên Ban Giám thị của Memorial Sloan-Kettering Cancer Center. Bà cũng đã là thành viên Ban Giám đốc AIG từ năm 2006 tới năm 2009.